# Gaskó István
Gaskó István (Sajószentpéter, 1954. július 21. – 2025. június 8.) magyar közgazdász, szakszervezeti vezető, 1996 és 2016 között a Liga Szakszervezetek konföderáció, illetve 1991 és 2015 között a Vasúti Dolgozók Szabad Szakszervezete (VDSZSZ) elnöke.

## Életpályája
1972 és 1975 között a Közlekedési és Távközlési Műszaki Főiskolán, 1981 és 1986 között a Marx Károly Közgazdaságtudományi Egyetemen tanult.
1975 és 1990 közt az állami vasúti vállalat MÁV-nál dolgozott különböző beosztásokban: Ormosbányán állomásfőnök volt, ezután Kazincbarcikán dolgozott, Budapest-Rákosrendezőn körzeti gazdasági üzemfőnök-helyettes volt, majd a Budapesti Igazgatóság gazdasági főmunkatársa. 1993-tól tagja a MÁV Felügyelő Bizottságának.
1980-ban belépett az MSZMP-be, a szocialista állampártba, amelyből 1989-ben lépett ki. Ugyanebben az évben a Magyarországi Szociáldemokrata Párt (MSZDP) alapító tagja lett, 1990-ig alelnök. A Nemzeti Kerekasztal tárgyalásain ő képviselte az MSZDP-t.
1989-ben részt vett a VDSZSZ alapításában. 1990-ben a szakszervezet ügyvezető elnöke, 1991-től elnöke lett. 1993-ban és 1994-ben a Liga konföderáció alelnökévé választották, 1996 óta a Liga elnöke. Azóta több kongresszuson is  újraválasztották, amely nagyban köszönhető annak, hogy több sikeres társadalmi akciót szervezett (TB mentés  Archiválva 2013. június 3-i dátummal a Wayback Machine-ben, új Mt. elleni útlezárások ), illetve elnöksége alatt a Független Szakszervezetek Demokratikus Ligája taglétszáma erős növekedésnek indult, szemben más konföderációk stagnálásával vagy csökkenésével.

## A VDSZSZ élén
Gaskó 2007-től kezdve sorozatosan sztrájkokat szervezett az általa vezetett VDSZSZ-szel. A megmozdulás először még a MÁV teherszállító egységének (Cargo) eladásából keletkezett vagyon elosztásáról szólt, később Gaskó úgynevezett „gördülősztrájkokat” szervezett, ekkor a cél már a vasúttársaság átszervezése a vasúti bezárások elleni tiltakozás volt. 2010 januárjában is munkabeszüntetést kezdeményezett a BKV-sztrájk segítésére.
A sztrájkok támogatottsága egyre csökkent, ahogy a magyar közélet és politika is hevesen vitatta és kritizálta Gaskó módszereit. Végül 2011 decemberében az új kormány megállapodást írt alá a VDSZSZ-szel, amellyel lezárta a magyarországi szakszervezetek valószínűleg egyik leghosszabb sztrájksorozatát, és vállalta, hogy három év alatt kifizeti minden vasutasnak a Rail Cargo privatizációjából követelt részt .

## Családja
Elvált. Egy fia van.